# ويلسون كاري نيكولاس
ويلسون كاري نيكولاس هو سياسي أمريكي، ولد في 31 يناير 1761 في ويليامزبرغ في الولايات المتحدة، وتوفي في 10 أكتوبر 1820 في شارلوتسفيل في الولايات المتحدة. نشط حزبياً في الحزب الجمهوري الديمقراطي.

## مناصب
- انتخب عضو مجلس الشيوخ الأمريكي [الإنجليزية]‏ عن دائرة المقعد الثاني لفرجينيا ‏ وقد انضم خلال فترته النيابية [الإنجليزية]‏ (4 مارس 1803 – 22 مايو 1804) للكتلة البرلمانية الحزب الجمهوري الديمقراطي.
- انتخب عضو مجلس الشيوخ الأمريكي [الإنجليزية]‏ عن دائرة المقعد الثاني لفرجينيا ‏ وقد انضم خلال فترته النيابية [الإنجليزية]‏ (4 مارس 1801 – 4 مارس 1803) للكتلة البرلمانية الحزب الجمهوري الديمقراطي.
- انتخب عضو مجلس الشيوخ الأمريكي [الإنجليزية]‏ عن دائرة المقعد الثاني لفرجينيا ‏ وقد انضم خلال فترته النيابية [الإنجليزية]‏ (5 ديسمبر 1799 – 4 مارس 1801) للكتلة البرلمانية الحزب الجمهوري الديمقراطي.
- انتخب عضو مجلس نواب فرجينيا  [لغات أخرى]‏.
- انتخب حاكم فرجينيا [الإنجليزية]‏ (1 ديسمبر 1814 – 1 ديسمبر 1816).
- انتخب عضو مجلس نواب الولايات المتحدة عن ولاية فرجينيا ‏.
- انتخب عضو مجلس النواب الأمريكي (4 مارس 1807 – 27 نوفمبر 1809).
- انتخب عضو مجلس الشيوخ الأمريكي [الإنجليزية]‏ (5 ديسمبر 1799 – 22 مايو 1804).